# Stéphane Marchetti
Pour les articles homonymes, voir Marchetti.
Stéphane Marchetti (né en 1978 à Lyon) est un scénariste et réalisateur français de documentaires et de fictions.

## Biographie
Il crée Playprod en 2004, sa société de production de documentaires et de reportages avec Alexis Monchovet. Ensemble, ils reçoivent le prix Albert-Londres en 2008 dans la catégorie audiovisuelle et le FIPA d'or dans la catégorie Grands Reportages en 2007 pour leur film Rafah, chroniques d'une ville dans la bande de Gaza.
En 2019, il est lauréat de l'Atelier Scénario de la Femis, sous la direction de Jacques Akchoti.
Il est l'un des cinq réalisateurs lauréats de la 23eme Résidence Cinéma Emergence en 2021.
En 2024 sort son premier long-métrage de fiction, La Tête froide, avec Florence Loiret Caille dans le rôle principal.

## Filmographie

### Documentaire
- 2007 : Rafah, chroniques d'une ville dans la bande de Gaza, avec Alexis Monchovet[4]
- 2010 : Rue Abu Jamil[5], avec Alexis Monchovet
- 2012 : La Campagne à vélo[6]
- 2014 : Vélo do Brasil[7]
- 2017 : Calais, les enfants de la jungle[8],[9],[10], avec Thomas Dandois

### Fiction
- 2024 : La Tête froide[11],[12]

## Bande dessinée
- 2020 : 9603 kilomètres, l'odyssée de deux enfants (scénario), dessin de Cyrille Pomès, Futuropolis (ISBN 9782754825894)[13]
- 2023 : Padre Sicario (scénario avec Thomas Dandois), dessin de Vladimiro Merino, Albin Michel (ISBN 9782226472038)[14]
- 2024 : Sur le front de Corée, d'après les reportages d'Henri de Turenne (scénario), dessin de Rafael Ortiz, Dupuis  (ISBN 9782808511155)[15]